# What Kind of Fool (Heard All That Before)
»What Kind of Fool (Heard All That Before)« je pesem avstralske pevke in tekstopiske Kylie Minogue, izdana preko njene kompilacije z največjimi uspešnicami, Greatest Hits (1992). Pesem so napisali Mike Stock, Kylie Minogue in Pete Waterman, producirala pa sta jo Mike Stock in Pete Waterman.
Pesem je bila zadnja originalna pesem Kylie Minogue, izdana preko založbe PWL; kasneje je Kylie Minogue preko te založbe izdala še pesem »Celebration«, a to je bila le njena različica pesmi drugega izvajalca. 10. avgusta 1992 je pesem izšla kot singl preko CD-ja, glasbeni kritiki pa so jo ob izidu v glavnem hvalili; mnogi so dejali, da je pesem popolna za njen zadnji singl, izdan preko založbe PWL. Pesem je zasedla sedemnajsto in štirinajsto mesto na avstralski in britanski glasbeni lestvici.

## Ozadje
Pesem »What Kind of Fool (Heard All That Before)« je bila prvi in zadnji singl, izdan preko kompilacije Greatest Hits ter zadnji originalni singl Kylie Minogue, izdan preko založbe PWL; kot drugi singl s kompilacije in zadnji singl Kylie Minogue, izdan preko založbe PWL, so izdali njeno različico pesmi »Celebration«. Pesem so napisali Mike Stock, Pete Waterman (slednja sta jo tudi producirala) in Kylie Minogue.

## Sprejem kritikov
Pesem je s strani glasbenih kritikov prejela v glavnem pozitivne ocene; večina jih je menila, da je bila prava izbira za zadnji singl Kylie Minogue, izdan preko založbe PWL. Veliko kritikov je pesem primerjalo s pesmima »I Should Be So Lucky« in »Better The Devil You Know«, vendar so dejali, da si pesmi »ni lahko zapomniti«. Pesem je povsod po svetu izšla 19. avgusta 1992. Za naslovnico so uporabili fotografijo mokre Kylie Minogue, v ozadju pa je bilo napisano njeno ime in ime pesmi. Okrog rožnatega okvirja, vendar je bila naslovnica verzij v različnih državah različno osenčena.
Kylie Minogue je oktobra 2008 v intervjuju z revijo Sunday Telegraph priznala, da ji pesem ni bila nikoli všeč. »O veliko stvareh sem bila v dvomih,« je dejala. »Ene pesmi pa nikoli nisem marala, pesmi z naslovom 'What Kind of Fool'. Ugotovila sem, da lahko zbežiš, ne moreš pa se skriti, zato sem sprejela pesmi, kot so 'I Should Be So Lucky' in vse ostale.« Kasneje je pesem postala tudi ena od pesmi, s katero je Kylie Minogue nastopila najmanjkrat. Pesem je leta 2005 izvedla na turneji Showgirl: The Greatest Hits Tour, nazadnje pa jo je izvedla med turnejo North American Tour 2009. Pesem so nato vključili tudi na turnejo Anti Tour, kjer pa je Kylie Minogue ni izvajala redno.

## Dosežki na lestvicah
Kljub temu, da so jo glasbeni kritiki v glavnem hvalili, pesem »What Kind of Fool (Heard All That Before)« ni bila deležna veliko komercialne pozornosti. Debitirala je na sedemintridesetem mestu glasbene lestvice v rodni Avstraliji Kylie Minogue. Po petih tednih se je pesem povzpela na sedemnajsto mesto in nazadnje za 35.000 prodanih izvodov v Avstraliji s strani organizicije Australian Recording Industry Association (ARIA) prejela zlato certifikacijo. Pesem je debitirala na šestnajstem mestu britanske lestvice, kjer se je nazadnje povzpela na štirinajsto mesto ter na lestvici ostala še pet tednov. Pesem je debitirala na dvaindvajsetem mestu irske glasbene lestvice, s katere je izpadla že po dveh tednih.

## Videospot
V videospotu za pesem »What Kind of Fool (Heard All That Before)« je nastopila Kylie Minogue; v njem se je sončila pred rjuho, za katero je stal moški igralec z vrtnicami v rokah. Kasneje se prikažejo prizori njunega spolnega odnosa, med tem pa Kylie Minogue poje na vroč dan. Med refrenom Kylie Minogue, oblečena v modro preprosto obleko, pleše pred steno, na katero občasno posveti svetloba, katere vir ni znan. Nato poje svojemu ljubimcu in pleše po hiši. Videospot se konča s Kylie Minogue, ki poljubi svojega ljubimca in odide iz sobe, medtem pa njen fant še naprej sedi na stolu in občuti žalost oziroma osamljenost. Videospot deloma tudi zaradi neuspeha pesmi do danes ostaja eden od v javnosti najslabše sprejetih videospotov Kylie Minogue. Videospot so navdihnili razni prizori iz slavnega filma In bog je ustvaril žensko (1956) z Brigitte Bardot. Videospot je bil leta 2011 vključen na MTV-jev seznam najbolj klasičnih videospotov, in sicer na štiriintrideseto mesto.

## Seznam verzij
CD s singlom
1. »What Kind Of Fool (Heard All That Before)«
2. »What Kind Of Fool (Heard All That Before)« [tehno-loški remix]
3. »What Kind Of Fool (Heard All That Before)« [tehno remix]
4. »Things Can Only Get Better« [originalni remix z gramofonske plošče]

Gramofonska plošča s singlom - 1
1. »What Kind Of Fool (Heard All That Before)«
2. »Things Can Only Get Better« [originalni remix z gramofonske plošče]

Gramofonska plošča s singlom - 2
1. »What Kind Of Fool (Heard All That Before)« [tehno-loški remix]
2. »What Kind Of Fool (Heard All That Before)« [tehno remix]
3. »Things Can Only Get Better« [originalni remix z gramofonske plošče]

Kaseta s singlom
1. »What Kind Of Fool (Heard All That Before)«
2. »Things Can Only Get Better« [originalni remix]

Digitalni EP (novi remixi, izdani leta 2009)
1. »What Kind Of Feel (Heard All That Before)«
2. »What Kind Of Fool (Heard All That Before)« [tehno-loški remix]
3. »What Kind Of Fool (Heard All That Before)« [tehno remix]
4. »What Kind Of Fool (Heard All That Before)« [remix z gramofonske plošče]
5. »What Kind Of Fool (Heard All That Before)« [inštrumentalna verzija]
6. »What Kind Of Fool (Heard All That Before)« [spremljevalna pesem]
7. »Things Can Only Get Better« [originalni remix]
8. »Things Can Only Get Better« [originalni remix z gramofonske plošče]
9. »Things Can Only Get Better« [originalna inštrumentalna verzija]
10. »Things Can Only Get Better« [originalna spremljevalna pesem]

## Nastopi v živo
Kylie Minogue je s pesmijo »What Kind Of Fool (Heard All That Before)« nastopila na naslednjih koncertnih turnejah:
- Showgirl: The Greatest Hits Tour (odlomek med točko »Mešanica smejoče Kylie«)
- Showgirl: The Homecoming Tour (odlomek med točko »Vse je tabu«)
- North American Tour 2009 (odlomek med točko »Vse je tabu«)

## Dosežki
| Lestvica (1992)                                   | Dosežek |
| ------------------------------------------------- | ------- |
| Avstralija (ARIA)                                 | 17      |
| Nemčija (Sverigetopplistan)                       | 81      |
| Irska (IRMA)                                      | 22      |
| Združeno kraljestvo (The Official Charts Company) | 14      |